# マスターキャッスル
マスターキャッスル (Mastercastle) は、イタリア、ジェノヴァ出身のメロディックスピードメタル・バンド。2008年に結成された。

## メンバー
- ジョルジア・ゲグリオ Giorgia Gueglio - ボーカル
- ピエール・ゴネーラ Pier Gonella - ギター
- スティーヴ・ヴァワマス Steve Vawamas - ベース
- Alessio Spallarossa  - ドラムス

## ディスコグラフィ

### オリジナルアルバム
- The Phoenix  (2009年)
- Last Desire (2010年)
- Embrace The Sun (2011年)
- Dangerous Diamonds (2012年)
- On Fire (2013年)
- Enfer (De La Bibliotèque Nationale) (2014年)[1]
- Wine of Heaven (2017年)
- Still in the Flesh (2019年)[2]
- Lighthouse Pathetic (2022年)[3]